# Francisco Takeo
Luis Francisco Takeo Justiniano (Santa Cruz de la Sierra, 13 de maio de 1966) é um ex-futebolista e treinador de futebol boliviano que atuava como meio-campista. Possui também ascendência japonesa.

## Carreira
Formado na Academia Tahuichi Aguilera, estreou como profissional no Real Santa Cruz em 1983, atuando em uma única partida. No mesmo ano, foi para o Bolívar, onde atuou até 1988 e conquistou 4 vezes o Campeonato Boliviano.
Defendeu ainda Destroyer's, Oriente Petrolero e Jorge Wilstermann até 1995, ficando um ano sem clube. Voltou à ativa em 1997, jogando pelo Independiente Petrolero, e um ano depois voltaria ao Real Santa Cruz e para uma segunda passagem pelo Oriente Petrolero.
Em 1999, jogou novamente pelo Destroyer's e ainda teve sua única experiência fora de seu país ao defender o Deportivo Táchira (Venezuela). Voltaria ao Oriente Petrolero para sua terceira passagem pelos Azucareros em 2000, quando encerrou a carreira aos 34 anos.

## Seleção Boliviana
Takeo representou a Seleção Boliviana entre 1987 e 1993, marcando 1 gol. Jogou a Copa América de 1989 por La Verde, atuando contra a Argentina, e também disputou um jogo pelas eliminatórias da Copa de 1990, contra o Peru.

## Carreira de treinador
13 anos depois de sua aposentadoria, estreou como treinador no Calleja, equipe das divisões de acesso do Campeonato Boliviano. Em 2017, comandou o Oriente Petrolero de forma interina após a saída de Eduardo Villegas.

## Títulos
Bolívar
- Campeonato Boliviano: 1983, 1985, 1987, 1988